# Ronde van Romandië 2011
De Ronde van Romandië 2011 was de 65e editie van deze etappekoers die in Zwitserland werd verreden. De koers, die van 26 april tot 1 mei plaatsvond, ging over een proloog en vijf etappes en is in totaal 695 kilometer lang. De proloog werd verreden in Martigny, de laatste etappe eindigde in Genève. Deze wedstrijd maakt deel uit van de UCI World Tour 2011.

## Startlijst
Er nemen twintig ploegen deel.
| 18 UCI World Tour-ploegen | 18 UCI World Tour-ploegen | 18 UCI World Tour-ploegen | 2 wildcards   |
| ------------------------- | ------------------------- | ------------------------- | ------------- |
| AG2R-La Mondiale          | Team Katjoesja            | Quick Step                | Team Europcar |
| Pro Team Astana           | Lampre-ISD                | Rabobank                  | Geox-TMC      |
| BMC Racing Team           | Team Leopard-Trek         | Team RadioShack           |               |
| Euskaltel-Euskadi         | Liquigas-Cannondale       | Saxo Bank-Sungard         |               |
| Team Garmin-Cervélo       | Team Movistar             | Sky ProCycling            |               |
| Team HTC-High Road        | Omega Pharma-Lotto        | Vacansoleil-DCM           |               |

## Etappeoverzicht
| #       | datum    | etappe                    | afstand  | type                | winnaar              | ploeg             |
| ------- | -------- | ------------------------- | -------- | ------------------- | -------------------- | ----------------- |
| Proloog | 26 april | Martigny                  | 3,5 km   | Proloog             | Jonathan Castroviejo | Euskaltel-Euskadi |
| 1e      | 27 april | Martigny - Leysin         | 171,5 km | Bergrit             | Pavel Broett         | Katjoesja         |
| 2e      | 28 april | Romont - Romont           | 168,5 km | Heuvelrit           | Damiano Cunego       | Lampre-ISD        |
| 3e      | 29 april | Thierrens - Neuchâtel     | 166,5 km | Heuvelrit           | Aleksandr Vinokoerov | Astana            |
| 4e      | 30 april | Aubonne - Signal-de-Bougy | 20,5 km  | Individuele tijdrit | David Zabriskie      | Garmin-Cervélo    |
| 5e      | 1 mei    | Champagne - Genève        | 164,5 km | Heuvelrit           | Ben Swift            | Team Sky          |

## Etappe-uitslagen

### Proloog

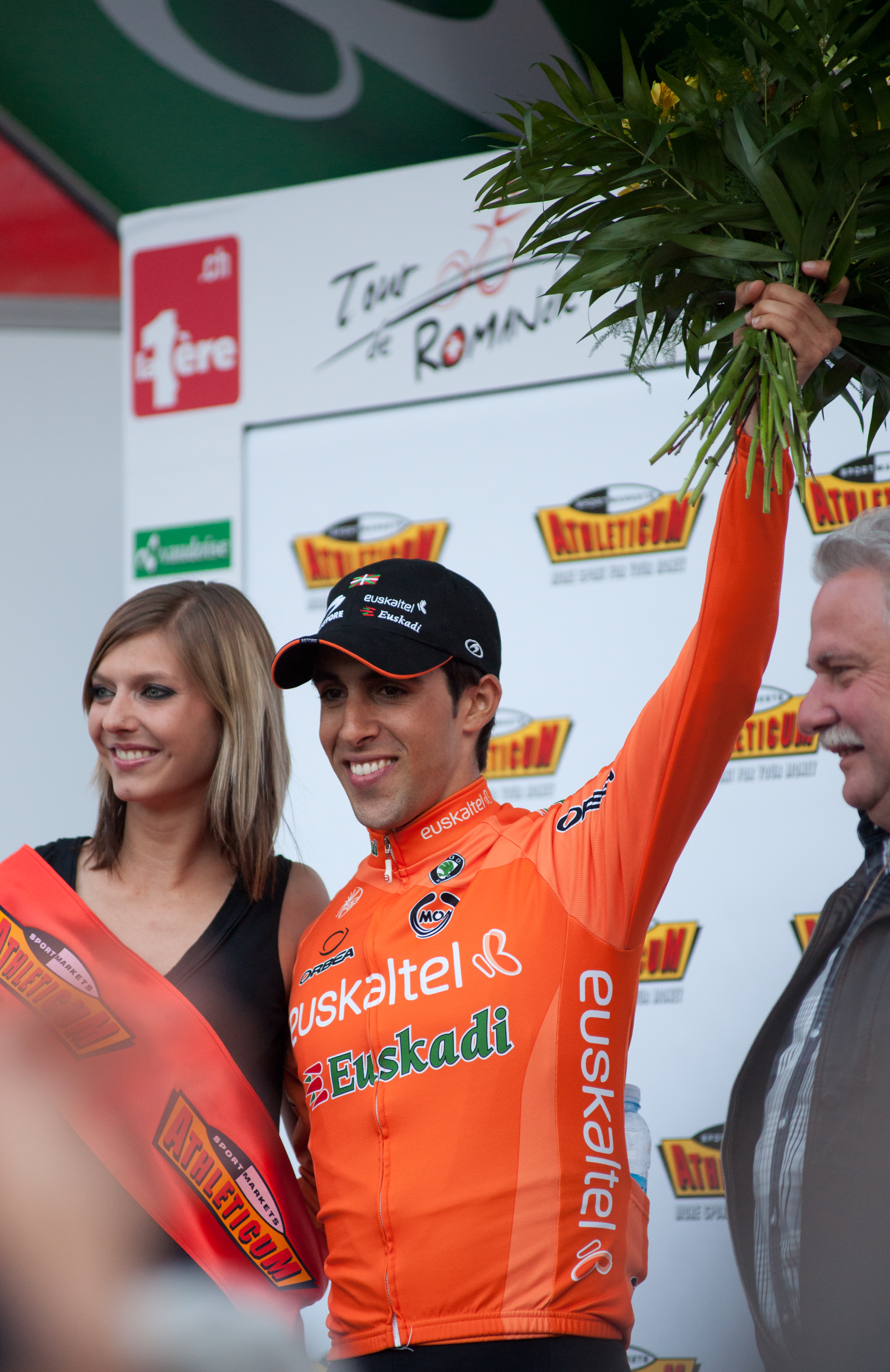
Jonathan Castroviejo bij de huldiging na zijn zege in de proloog.

| Proloog Martigny (3,5 km) |                      |                   |         |
| Plaats                    | Naam                 | Ploeg             | Tijd    |
| Gele trui                 | Jonathan Castroviejo | Euskaltel-Euskadi | 3'40"42 |
| 2                         | Taylor Phinney       | BMC Racing Team   | + 0"27  |
| 3                         | Leigh Howard         | Team HTC-Columbia | + 0"73  |
|                           |                      |                   |         |
| 6                         | Dennis van Winden    | Rabobank          | + 2"98  |
| 23                        | Sebastien Rosseler   | Team RadioShack   | + 7"61  |

### 1e etappe
| Martigny – Leysin (171,5 km) |                     |                    |          |
| Plaats                       | Naam                | Ploeg              | Tijd     |
| Winnaar                      | Pavel Broett        | Team Katjoesja     | 4u27'41" |
| 2                            | Oleksandr Kvatsjoek | Lampre-ISD         | + 56"    |
| 3                            | Branislaw Samojlaw  | Team Movistar      | + 1'15"  |
|                              |                     |                    |          |
| 15                           | Pieter Weening      | Rabobank           | + 2'05"  |
| 43                           | Bart De Clercq      | Omega Pharma-Lotto | + 2'47"  |

| Tussenstand |                     |                    |          |
| Plaats      | Naam                | Ploeg              | Tijd     |
| Gele trui   | Pavel Broett        | Team Katjoesja     | 4u31'26" |
| 2           | Oleksandr Kvatsjoek | Lampre-ISD         | + 1'00"  |
| 3           | Branislaw Samojlaw  | Team Movistar      | + 1'22"  |
|             |                     |                    |          |
| 12          | Pieter Weening      | Rabobank           | + 2'05"  |
| 38          | Bart De Clercq      | Omega Pharma-Lotto | + 2'53"  |

### 2e etappe
| Romont – Romont (168,5 km) |                      |                 |          |
| Plaats                     | Naam                 | Ploeg           | Tijd     |
| Winnaar                    | Damiano Cunego       | Lampre-ISD      | 4u10'53" |
| 2                          | Cadel Evans          | BMC Racing Team | + 2"     |
| 3                          | Aleksandr Vinokoerov | Pro Team Astana | z.t.     |
|                            |                      |                 |          |
| 15                         | Pieter Weening       | Rabobank        | z.t.     |
| 30                         | Kevin De Weert       | Quick Step      | + 19"    |

| Tussenstand |                |                 |          |
| Plaats      | Naam           | Ploeg           | Tijd     |
| Gele trui   | Pavel Broett   | Team Katjoesja  | 8u43'39" |
| 2           | Damiano Cunego | Lampre-ISD      | + 38"    |
| 3           | Cadel Evans    | BMC Racing Team | + 42"    |
|             |                |                 |          |
| 9           | Pieter Weening | Rabobank        | + 51"    |
| 31          | Kevin De Weert | Quick Step      | + 2'24"  |

### 3e etappe
| Thierrens – Neuchâtel (166,5 km) |                      |                    |          |
| Plaats                           | Naam                 | Ploeg              | Tijd     |
| Winnaar                          | Aleksandr Vinokoerov | Pro Team Astana    | 3u47'55" |
| 2                                | Mikaël Cherel        | AG2R-La Mondiale   | z.t.     |
| 3                                | Tony Martin          | Team HTC-High Road | z.t.     |
|                                  |                      |                    |          |
| 10                               | Rob Ruijgh           | Vacansoleil-DCM    | z.t.     |
| 20                               | Kevin Seeldraeyers   | Quick Step         | z.t.     |

| Tussenstand |                      |                 |           |
| Plaats      | Naam                 | Ploeg           | Tijd      |
| Gele trui   | Pavel Broett         | Team Katjoesja  | 12u31'34" |
| 2           | Aleksandr Vinokoerov | Pro Team Astana | + 32"     |
| 3           | Damiano Cunego       | Lampre-ISD      | + 38"     |
|             |                      |                 |           |
| 9           | Pieter Weening       | Rabobank        | + 51"     |
| 31          | Kevin De Weert       | Quick Step      | + 2'24"   |

### 4e etappe
| Aubonne – Signal-de-Bougy (individuele tijdrit over 20.5 km) |                 |                    |          |
| Plaats                                                       | Naam            | Ploeg              | Tijd     |
| Winnaar                                                      | David Zabriskie | Garmin-Cervélo     | 27'57"55 |
| 2                                                            | Richie Porte    | Saxo Bank-Sungard  | +1"77    |
| 3                                                            | Lieuwe Westra   | Vacansoleil-DCM    | +13"93   |
|                                                              |                 |                    |          |
| 21                                                           | Bart De Clercq  | Omega Pharma-Lotto | +1'13"11 |

| Tussenstand |                      |                    |           |
| Plaats      | Naam                 | Ploeg              | Tijd      |
| Gele trui   | Cadel Evans          | BMC Racing Team    | 13u00'58" |
| 2           | Tony Martin          | Team HTC-High Road | + 18"     |
| 3           | Aleksandr Vinokoerov | Pro Team Astana    | + 19"     |
|             |                      |                    |           |
| 6           | Pieter Weening       | Rabobank           | + 51"     |
| 28          | Kevin De Weert       | Quick Step         | + 2'20"   |

### 5e etappe
| Champagne – Genève (164,5 km) |                  |                    |          |
| Plaats                        | Naam             | Ploeg              | Tijd     |
| Winnaar                       | Ben Swift        | Sky ProCycling     | 3u50'51" |
| 2                             | Davide Viganò    | Team Leopard-Trek  | z.t.     |
| 3                             | Óscar Freire     | Rabobank           | z.t.     |
|                               |                  |                    |          |
| 15                            | Rob Ruijgh       | Rabobank           | z.t.     |
| 22                            | Francis De Greef | Omega Pharma-Lotto | z.t.     |

## Eindklassementen
| Plaats    | Naam                 | Ploeg               | Tijd      |
| --------- | -------------------- | ------------------- | --------- |
| Gele trui | Cadel Evans          | BMC Racing Team     | 16u51'49" |
| 2         | Tony Martin          | Team HTC-High Road  | +00' 18"  |
| 3         | Aleksandr Vinokoerov | Pro Team Astana     | +00' 19"  |
| 4         | Marco Pinotti        | Team HTC-High Road  | +00' 31"  |
| 5         | Beñat Intxausti      | Team Movistar       | +00' 41"  |
| 6         | Pieter Weening       | Rabobank            | +00' 51"  |
| 7         | Janez Brajkovič      | Team RadioShack     | +00' 52"  |
| 8         | Pavel Broett         | Team Katjoesja      | +00' 58"  |
| 9         | Andrew Talansky      | Team Garmin-Cervélo | +00' 59"  |
| 10        | David Millar         | Team Garmin-Cervélo | +01' 00"  |
|           |                      |                     |           |
| 28        | Kevin De Weert       | Quick Step          | + 2'20"   |

| Plaats      | Naam             | Ploeg          | Punten |
| ----------- | ---------------- | -------------- | ------ |
| Groene trui | Matthias Brändle | Geox-TMC       | 12     |
| 2           | Dario Cioni      | Sky ProCycling | 7      |
| 3           | Pavel Broett     | Team Katjoesja | 6      |

| Plaats    | Naam                 | Ploeg             | Punten |
| --------- | -------------------- | ----------------- | ------ |
| Roze trui | Chris Anker Sørensen | Saxo Bank-Sungard | 32     |
| 2         | Oleksandr Kvatsjoek  | Lampre-ISD        | 28     |
| 3         | Pavel Broett         | Team Katjoesja    | 22     |

| Plaats     | Naam            | Ploeg          | Punten    |
| ---------- | --------------- | -------------- | --------- |
| Witte trui | Andrew Talansky | Garmin-Cervélo | 16u52'48" |
| 2          | Peter Stetina   | Garmin-Cervélo | +01' 15"  |
| 3          | Cyril Gautier   | Team Europcar  | +02' 18"  |

| Plaats | Ploeg             | Tijd      |
| ------ | ----------------- | --------- |
|        | Garmin-Cervélo    | 50u34'41" |
| 2      | Team Movistar     | +02' 15"  |
| 3      | Team Leopard-Trek | +03' 32"  |

Mannen: 1947 · 1948 · 1949 · 1950 · 1951 · 1952 · 1953 · 1954 · 1955 · 1956 · 1957 · 1958 · 1959 · 1960 · 1961 · 1962 · 1963 · 1964 · 1965 · 1966 · 1967 · 1968 · 1969 · 1970 · 1971 · 1972 · 1973 · 1974 · 1975 · 1976 · 1977 · 1978 · 1979 · 1980 · 1981 · 1982 · 1983 · 1984 · 1985 · 1986 · 1987 · 1988 · 1989 · 1990 · 1991 · 1992 · 1993 · 1994 · 1995 · 1996 · 1997 · 1998 · 1999 · 2000 · 2001 · 2002 · 2003 · 2004 · 2005 · 2006 · 2007 · 2008 · 2009 · 2010 · 2011 · 2012 · 2013 · 2014 · 2015 · 2016 · 2017 · 2018 · 2019 · 2020 · 2021 · 2022 · 2023 · 2024 · 2025
Vrouwen: 2022 · 2023 · 2024 · 2025
 Tour Down Under · 
 Parijs-Nice · 
 Tirreno-Adriatico · 
 Milaan-San Remo · 
 Ronde van Catalonië · 
 Gent-Wevelgem · 
 Ronde van Vlaanderen · 
 Ronde van het Baskenland · 
 Parijs-Roubaix · 
 Amstel Gold Race · 
 Waalse Pijl · 
 Luik-Bastenaken-Luik · 
 Ronde van Romandië · 
 Ronde van Italië · 
 Critérium du Dauphiné · 
 Ronde van Zwitserland · 
 Ronde van Frankrijk · 
 Clásica San Sebastián · 
 Ronde van Polen · 
  Eneco Tour · 
 Ronde van Spanje · 
 Vattenfall Cyclassics · 
 GP Ouest France-Plouay · 
 Grote Prijs van Quebec · 
 Grote Prijs van Montreal · 
 Ronde van Peking · 
 Ronde van Lombardije